# 帕尔哈提·吐尔逊
帕尔哈提·吐尔逊（維吾爾文：‎，英文：Perhat Tursun，1969年1月—），维吾尔族，新疆维吾尔自治区阿图什人，中国诗人、作家。

## 生平
1969年1月生于新疆阿图什，1980年开始从事文学创作，出版过中篇小说集《弥赛亚的荒凉》、长篇小说《自杀的艺术》、诗集《情诗一百首》等。作品被译成英语、韩语、阿拉伯语等文字。
1989年毕业于中央民族学院少数民族语言文学系维吾尔语专业，之后定居乌鲁木齐。同年开始在新疆维吾尔自治区群众艺术馆工作。
2011年获得中央民族大学博士学位，博士论文为《察哈台维吾尔文经典文献〈莱丽与麦吉侬〉研究》。
于2018年1月行踪不明。有报道称他被判处16年监禁。

## 获奖情况
- 2014《民族文学》年度奖（《哈扎尔辞典》（小说·维吾尔文版1期） 翻译）[7]

## 主要作品
- 《情诗一百首》
- 《自杀的艺术》
- 《弥赛亚的荒凉》

### 汉译
- 《燃烧的麦穗：维吾尔青年先锋诗人诗选》